# パウエル・ナツラ
パウエル・ナツラ（パヴェウ・ナストゥーラ、Paweł Marcin Nastula、男性、1970年6月26日 - ）は、ポーランドの柔道家、総合格闘家。ワルシャワ出身。チーム・ナツラ所属。1996年アトランタオリンピック男子柔道95kg級金メダリスト。身長185cm。
一本背負投や朽木倒しを自在に使いこなす立ち技の腕もさることながら、その寝技の実力はヨーロッパ随一と言われ、バルセロナ、アトランタ、シドニーと、オリンピック3大会に連続出場。アトランタオリンピックでは、95kg級で金メダリストとなった。
ポーランドの首都ワルシャワでフィットネスクラブ 『ナツラ柔道フィットネスクラブ』 を経営し、実業家として成功している。クラブには柔道場も併設されており、ナツラ自ら初心者、一般、女性、子供たちに柔道を教えるクラスがある。
ちなみに、名前のポーランド語での発音に忠実な日本語表記はパヴェウ・ナストゥーラであり、パウエル・ナツラは英語風のリングネームである。一時期、パウェル・ナスツラとも表記された。

## 来歴
1996年アトランタオリンピック柔道95kg級で優勝し、金メダルを獲得した。
2005年2月20日、ヨアンナ夫人とPRIDE.29をリングサイドで観戦した。
2005年6月26日、PRIDE初参戦となったPRIDE GRANDPRIX 2005 2nd ROUNDでアントニオ・ホドリゴ・ノゲイラと対戦し、マウントパンチでTKO負け。
2005年12月31日、PRIDE 男祭り 2005でエメリヤーエンコ・アレキサンダーと対戦し、スリーパーホールドで一本負け。
2006年7月1日、PRIDE 無差別級グランプリ 2006 2nd ROUNDでエジソン・ドラゴと対戦し、腕ひしぎ十字固めでPRIDE初勝利を挙げた。
2006年10月21日、アメリカで開催されたPRIDE.32でジョシュ・バーネットと対戦し、アンクルホールドで一本負け。試合後の薬物検査でステロイドの陽性反応が検出され、ネバダ州アスレチック・コミッションから9か月の出場停止と6,500ドルの罰金を受けた。
2008年8月24日、戦極初参戦となった戦極 〜第四陣〜でヤン・ドンイと対戦。2ラウンドに金的攻撃を主張し、股間を押さえてひざまついたところ、レフェリーに戦意喪失と判断されTKO負けを喫した。

## 人物・エピソード
- 母国ポーランドでは国民的英雄である。テレビの出演依頼がひっきりなしに訪れ、道を歩いていてもよくサインをせがまれるという。

## 戦績
| 総合格闘技 戦績 | 総合格闘技 戦績 | 総合格闘技 戦績 | 総合格闘技 戦績 | 総合格闘技 戦績 | 総合格闘技 戦績 | 総合格闘技 戦績 |
| --------------- | --------------- | --------------- | --------------- | --------------- | --------------- | --------------- |
| 11 試合         | (T)KO           | 一本            | 判定            | その他          | 引き分け        | 無効試合        |
| 5 勝            | 3               | 2               | 0               | 0               | 0               | 0               |
| 6 敗            | 3               | 2               | 1               | 0               | 0               | 0               |

| 勝敗 | 対戦相手                         | 試合結果                       | 大会名                                                | 開催年月日     |
| ×    | マリウス・プッツナウスキー       | 3分3R終了 判定0-3              | KSW 29: Reload                                        | 2014年12月6日  |
| ×    | カロル・ベドルフ                 | 2R 2:25 TKO（パンチ連打）      | KSW 24: Clash of the Giants 【KSWヘビー級王座決定戦】 | 2013年9月28日  |
| ○    | ケビン・アスプルンド             | 1R 2:33 キーロック             | KSW 22: Pride Time                                    | 2013年3月16日  |
| ○    | ジミー・アンブリッツ             | 1R 1:50 ギブアップ（腕の負傷） | STC: Bydgoszcz vs. Torun 【STCヘビー級王座決定戦】    | 2011年10月1日  |
| ○    | アンジェイ・ウロンスキー         | 1R 1:09 TKO（パンチ連打）      | Champions Night: Nastula vs. Wronski                  | 2011年8月20日  |
| ○    | 増田裕介                         | 1R 0:26 TKO（パンチ連打）      | Fighters Arena Lodz 1: Nastula vs. Masuda             | 2010年9月3日   |
| ×    | ヤン・ドンイ                     | 2R 2:15 TKO（疲労）            | 戦極 〜第四陣〜                                       | 2008年8月24日  |
| ×    | ジョシュ・バーネット             | 2R 3:04 アンクルホールド       | PRIDE.32 "THE REAL DEAL"                              | 2006年10月21日 |
| ○    | エジソン・ドラゴ                 | 1R 4:33 腕ひしぎ十字固め       | PRIDE 無差別級グランプリ 2006 2nd ROUND               | 2006年7月1日   |
| ×    | エメリヤーエンコ・アレキサンダー | 1R 8:45 スリーパーホールド     | PRIDE 男祭り 2005 頂-ITADAKI-                         | 2005年12月31日 |
| ×    | アントニオ・ホドリゴ・ノゲイラ   | 1R 8:38 TKO（マウントパンチ）  | PRIDE GRANDPRIX 2005 2nd ROUND                        | 2005年6月26日  |

## 獲得タイトル
- STCヘビー級王座（2011年）

## 主な柔道の戦績
- 1989年 - ヨーロッパジュニア　3位(86kg級)
- 1990年 - ヨーロッパジュニア　3位(86kg級)

95kg級での戦績
- 1991年 - ヨーロッパ選手権　7位
- 1991年 - 世界選手権　2位
- 1991年 - 韓国国際　3位
- 1992年 - ポーランド国際　優勝
- 1992年 - バルセロナオリンピック　5位
- 1992年 - 嘉納杯　優勝
- 1993年 - フランス国際　5位
- 1993年 - オーストリア国際　3位
- 1993年 - 韓国国際　3位
- 1994年 - フランス国際　3位
- 1994年 - ポーランド国際　優勝
- 1994年 - ヨーロッパ選手権　優勝
- 1995年 - フランス国際　優勝
- 1995年 - ポーランド国際　優勝
- 1995年 - ヨーロッパ選手権　優勝
- 1995年 - 世界選手権　優勝
- 1996年 - フランス国際　優勝
- 1996年 - ポーランド国際　優勝
- 1996年 - ヨーロッパ選手権　優勝
- 1996年 - アトランタオリンピック　優勝
- 1997年 - 世界選手権　優勝

100kg級での戦績
- 1998年 - ポーランド国際　2位
- 1999年 - 嘉納杯　2位
- 1999年 - ポーランド国際　2位
- 1999年 - ヨーロッパ選手権　2位
- 2000年 - フランス国際　3位
- 2000年 - ドイツ国際　2位
- 2000年 - ポーランド国際　5位
- 2000年 - オランダ国際　優勝
- 2001年 - ポーランド国際　優勝
- 2002年 - ドイツ国際　5位
- 2002年 - チェコ国際　優勝
- 2004年 - ドイツ国際　3位
- 2004年 - グルジア国際　2位